# Campanula mekongensis
Campanula mekongensis là loài thực vật có hoa trong họ Hoa chuông. Loài này được Diels ex C.Y.Wu mô tả khoa học đầu tiên năm 1965.